# 秃鹰军团
秃鹰军团（德語：Legion Condor）是一支由納粹德國元首阿道夫·希特勒下令组织的军团，隊員来自当时德意志國防軍（包括空军、坦克、通讯、运输、海军和教官），其目的是在西班牙内战中支持弗朗西斯科·佛朗哥的法西斯西班牙國民軍。希特勒向西班牙派兵是秘密的，一开始世界公众并不知道。秃鹰军团的士兵在西班牙服役的时间可以算为在德国的服役期，而且他们获得的薪水比在德国高得多。

## 西班牙內戰的軍事援助

### 希特勒的政治動機
希特勒幫助佛朗哥主要有三：
1. 若佛朗哥勝出，那將意味著有3個法西斯政權國家在法國邊界，能從而威脅法國。
2. 法國國內左右翼政權因西班牙內戰而加劇了緊張局勢，能夠從而削減反對德國的勢力。
3. 若在西班牙內戰中與義大利協助佛朗哥，能使與其關係更緊密，往後與英法兩國衝突中義大利能成為盟友。

### 軍備

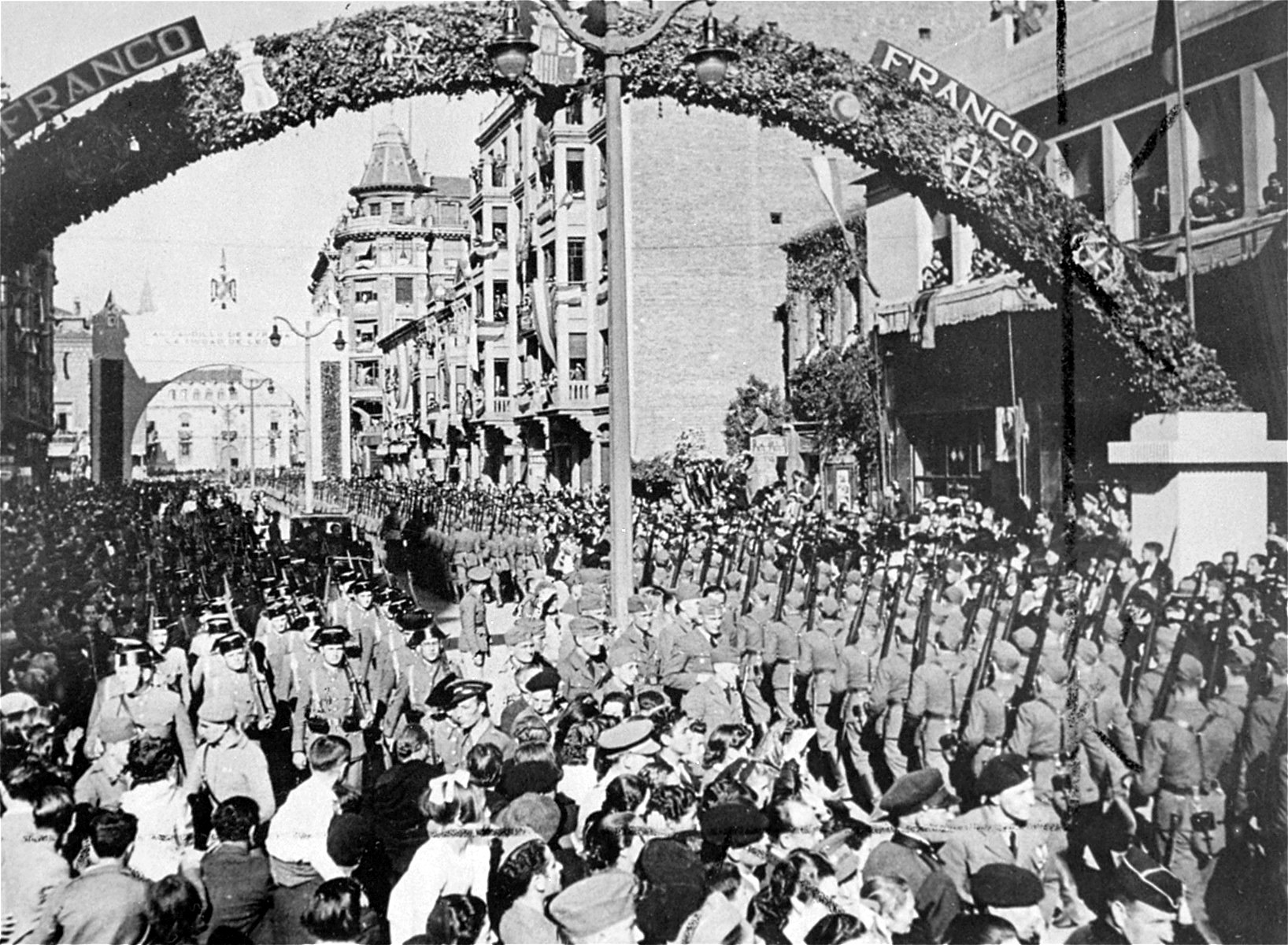
西班牙游行的秃鹰军团

内战开始时西班牙的军队大多数驻扎在摩洛哥，由于共和党人掌握海军，佛朗哥只能使用空运的方法将他的军队运到西班牙本土去。希特勒为此向佛朗哥提供了三架Ju 52運輸機。
1936年10月作战双方的战线基本打平，在从苏联、法国和美国共产党所派遣的国际纵队的帮助下共和军甚至在一些战线上开始回击，因此希特勒决定于10月30日向佛朗哥增援空军部队。
1936年11月7日第2批共694名士兵被送往塞维利亚，他们于11月16日到达，这些士兵根本不知道他们去哪里，他们在着陆前坚信他们被送往但澤。当年冬天希特勒又向西班牙派遣了约4,500人的空军军团，其中包括3个轰炸大队（Ju 52運輸機改裝）、3个战斗机大队（He 51戰鬥機）、1个侦查大队（12架He 70飛機）、4个重高射炮连、两个轻高射炮连、1个通讯连和地勤人员。所有当时已经在西班牙的德国士兵被编入这个军团，军团正式获得秃鹰军团的名字，其中空军是主力军种。
1936年11月6日胡戈·施佩勒少将被任命为军团指挥官，名义上他服从西班牙最高指挥官，实际上他可以独立决定军团的作战，一般军团的人员为5,000人左右，从未超过过5,600人。1937年1月军团又获得了威廉·冯·托马中校命令的100辆轻型坦克的增援，这些坦克只被用来做训练。德军不断替换在西班牙的人员，来使得最可能多数的人员获得实战经验，到内战结束时在西班牙服过役的德国军人在15,000人到20,000人之间。

## 軍事行動
在西班牙内战中所有参战国都在这里测试他们的最新武器的实战效应。德方使用了He 111轟炸機和著名的Ju 87俯衝轟炸機。通过使用当时新式的梅塞施密特Bf 109战斗机秃鹰军团得以获得制空权。秃鹰军团在最紧要的战线上的空军支持对内战结局是非常重要的。虽然共和军一开始飞机数量上占优势，但这些飞机飞散在整个战线上，未能取得对秃鹰军团的胜利。
从1937年开始秃鹰军团参加了内战中所有重要战役，尤其臭名昭著的是对格尔尼卡的轰炸，这座城市位于共和军支援毕尔包的运输线上，这次轰炸将这座城市几乎完全摧毁，许多平民丧生。事后毕加索画了他的名作《格尔尼卡》。
直到不久前德国空军的第74战斗机大队还是以秃鹰军团中的一名飞行员維爾納·莫德士命名的。

## 構成
- 總司令：胡戈·施佩勒少將
- S/88：一般部隊

空軍單位（超過136架飛機）：
- J/88：戰鬥機聯隊4中隊He 51（48架）
- K/88：轟炸機聯隊4中隊Ju 52（48架）
- A/88：偵查聯隊4中隊：
  - 3個長距偵查機中隊He 70（18架）
  - 1個短距偵查機中隊He 45（英语：Heinkel He 45）（6架）
- AS/88：2個海軍偵查機中隊：
  - 一個He 59（英语：Heinkel He 59）中隊（10架）
  - 一個He 60（英语：Heinkel He 60）中隊（6架）
- F/88：防空砲兵6連：
  - 4個88mm高射砲連（16架）
  - 2個20mm高射砲連（20架）
- P/88: 2個空軍維修營